# Hockey Club Valdagno femminile
L'Hockey Club Valdagno femminile, meglio noto come Valdagno, è la sezione femminile dell'omonimo club di hockey su pista avente sede a Valdagno in provincia di Vicenza. Nella sua storia ha vinto un campionato nazionale e due Coppe Italia. 

## Cronistoria
| Cronistoria dell'Hockey Club Valdagno |
| --- |
| - 2020 · Fondazione della sezione femminile hockey dell'Hockey Club Valdagno. - 2020-2021 · 1º nella prima fase nel campionato italiano, finale dei play-off scudetto. Vince la Coppa Italia (1º titolo). - 2021-2022 · Campione d'Italia (1º titolo). Vince la Coppa Italia (2º titolo). - 2022-2023 · 2º nella prima fase nel campionato italiano, finale dei play-off scudetto. Finale della Coppa Italia. - 2023-2024 · 2º nella prima fase nel campionato italiano, finale dei play-off scudetto. Finale della Coppa Italia. |

## Palmarès
3 trofei
- Campionato italiano femminile: 1

2021-2022
- Coppa Italia femminile: 2

2020-2021, 2021-2022